# Flagge West Virginias

Flagge von West Virginia

Die Flagge des US-Bundesstaats West Virginia wurde am 7. März 1929 eingeführt.
Sie zeigt in der Mitte eines blau umrandeten weißen Flaggentuchs das Siegel West Virginias. 
Die Flagge geht zurück auf Kaufleute, die auf einer Verkaufsmesse in St. Louis 1904 eine Flagge für ihren Stand malten. Sie zeigt in der Mitte das Staatssiegel von 1863, das eingerahmt ist von Rhododendron, der offiziellen Blume des Bundesstaats. Weiß steht für Reinheit und das Blau für die Union.
In der Mitte des Siegels wird ein Felsbrocken gezeigt, der das Datum 20. Juni 1863 zeigt, den Tag, an dem West Virginia Bundesstaat wurde. Die zwei Männer rechts und links des Felsbrockens stehen für Landwirtschaft und Bergbau. Unterhalb des Felsbrockens sind zwei Gewehre und eine phrygische Mütze abgebildet.
In einem Spruchband steht das lateinische Motto des Bundesstaats:
„Montani semper liberi.“
„Bergbewohner sind immer frei.“